# Åke Thorell
Olof Åke Thorell, född 28 maj 1906 i Leksand, död 20 mars 2002, var en svensk jurist som var lagman i Sala tingsrätt från 1971 till 1973.
Thorell blev juris kandidat vid Uppsala universitet 1930 och genomförde tingstjänstgöring 1930–1933 innan han 1934 blev fiskal vid Svea hovrätt, där han 1950 blev hovrättsråd. Han var häradshövding i Västmanlands östra domsaga 1951–1970 och lagman i Sala tingsrätt 1971–1973.
Thorell var son till landsfiskal Axel Thorell och han maka Sigrid, född Hammarström. Han var gift från 1934 med Astrid, född Englund 1907. Makarna är begravna på Leksands kyrkogård.